# أليكس كوريتخا
اليكس كوريتخا (بالإسبانية: Àlex Corretja) هو لاعب كرة مضرب أسباني، احترف في عام 1991، من أهم انجازاته الحصول على لقب كأس الماسترز للتنس في عام 1998 والوصول لنهائي بطولة فرنسا المفتوحة مرتين في عامي 1998 و2001.